# كوهي حتاتا
كوهي حتاتا (باليابانية: 八反田 康平) (8 يناير 1990 في كاغوشيما في اليابان – )؛ هو لاعب كرة قدم ياباني سابق كان يلعب كلاعب وسط.

## وصلات خارجية
- كوهي حتاتا على موقع الاتحاد الدولي (مؤرشف)  (الإنجليزية)
- كوهي حتاتا على موقع رابطة كرة القدم اليابانية للمحترفين (اليابانية)
- كوهي حتاتا على موقع قاعدة بيانات كرة القدم.إي يو (الإنجليزية)
- كوهي حتاتا على موقع Soccerway.com (الإنجليزية)
- كوهي حتاتا على موقع عالم كرة القدم.نت (الإنجليزية)
- كوهي حتاتا على موقع كووورة